# Steve Silberman
Steve Silberman   (Ithaca, 23 de desembre de 1957 - San Francisco, 28 d'agost de 2024) va ser un escriptor estatunidenc de la revista Wired i editor i col·laborador durant 14 anys. El 2010, Silberman va ser guardonat amb l'AAAS «Premi Kavli Science Journalism per a la redacció de revistes». El seu article presentat «The Placebo Problem» va tractar l'impacte dels placebos en la indústria farmacèutica.
El libre de Silberman, NeuroTribes (2015), sobre l'autisme i la neurodiversitat, va ser guardonat amb el Premi Samuel Johnson. L'article de Silberman «The Geek Syndrome», dedicat a l'autisme a Silicon Valley, ha estat referenciat per moltes fonts i ha estat descrit com un article culturalment significatiu per a la comunitat autista. Per contra, els punts de vista de Silberman sobre l'autisme han estat criticats per Autism Speaks per minimitzar les dificultats a les quals s'enfronten els t was named one of the best books of 2015 by The New York Times, The Economist, Financial Times, The Guardian, and many other outlets. Some other reviews were less positive, for example Dr. James C. Harris of Johns Hopkins University criticized Neurotribes as a book that pushes an agenda, saying that Silberman misrepresented Leo Kanner as somebody that had a negative view towards autistics and their parents, rather than, as Harris argued, an advocate for individualized treatment for every child.autistes de «baix funcionament».
La revista Time va incloure el compte de Twitter de Silberman a la llista dels millors canals de Twitter de l'any 2011.

## Vida personal
Silberman va estudiar psicologia a Oberlin College, Oberlin (Ohio), després va obtenir un màster en literatura anglesa de Berkeley, on el seu assessor de tesi va ser Thom Gunn.
Silberman es va traslladar a San Francisco el 1979, mogut per tres factors: per poder viure «una vida gai sense por»; a causa de la música de Crosby, Stills & Nash, Grateful Dead, i altres; i per poder estar a prop del San Francisco Zen Center.
Silberman va estudiar amb Allen Ginsberg a la Universitat de Naropa el 1977. Després que Silberman entrevistés a Ginsberg per Whole Earth Review en 1987, els dos es van convertir en amics i Ginsberg va convidar a Silberman a ser el seu assistent docent el pròxim termini a la Universitat de Naropa. La Generació Beat és un tema habitual en els escrits de Silberman. Silberman viu amb Keith, el seu marit, un professor de ciències de la secundària, casats des de 2003.

## NeuroTribes
El llibre 2015 de Silberman, NeuroTribes, va tracta la història i els orígens de l'autisme des del punt de vista de la neurodiversitat. El llibre va ser rebut positivament tant a la premsa científica com a la premsa popular.
En The New York Times Book Review, Jennifer Senior va escriure que el llibre estava «ben informat, humanitzant, important»; el Boston Globe el va anomenar «tan emocionalment ressonant com qualsevol [llibre] d'aquest any»; i en Science, la neurocientífica cognitiva Francesca Happé va escriure: «És un llibre bellament escrit i pensatiu, un recorregut històric per l'autisme, ricament poblat de personatges fascinants i atractius, i una crida a manifestar-se per respectar la diferència».
Va ser nomenat un dels millors llibres de 2015 per The New York Times, The Economist, Financial Times, The Guardian, i moltes altres publicacions. Alguns altres comentaris van ser menys positius, per exemple, el Dr. James C. Harris, de la Universitat Johns Hopkins, va criticar a NeuroTribes com un llibre que empenyia una agenda, dient que Silberman erròniament representava a Leo Kanner com algú que tenia una visió negativa cap als autistes i els seus pares, en comptes de, com va argumentar Harris, defensar el tractament individualitzat per a cada nen.

### Premis
- 2015 Samuel Johnson Prize[23]
- 2015 Books for a Better Life Psychology Award, Southern New York National Multiple Sclerosis Society[24]
- 2016 Health Book of the Year, Medical Journalists' Association[25]
- 2016 Silver Medal, Nonfiction, California Book Awards[26]
- 2016 Erikson Institute Prize for Excellence in Mental Health Media[27]
- 2016 ARC Catalyst Awards Author of the Year[28]

## Obres seleccionades

### Llibres
- Silberman, Steve. NeuroTribes: The Legacy of Autism and How to Think Smarter About People Who Think Differently. 1st.  Crows Nest, New South Wales: Allen & Unwin, 2015. ISBN 978-1-760-11363-6.
- Shenk, David; Silberman, Steve. Skeleton Key: A Dictionary for Deadheads.  Nova York: Main Street Books, 1994. ISBN 978-0-385-47402-3.

### Assaigs
- «My Hero: Allen Ginsberg». The Guardian [Londres], 07-11-2015 [Consulta: 7 novembre 2015].
- «Autism Speaks Needs to do a Lot More Listening». Los Angeles Times [Los Angeles, Califòrnia], 24-08-2015 [Consulta: 26 agost 2015].
- «Lessons from an Old Copy of 'Zen Mind, Beginner’s Mind'». Lion's Roar. Shambhala Sun Foundation, 05-01-2011.
- «Wise Heart: A Profile of Jack Kornfield». Lion's Roar. Shambhala Sun Foundation, 01-09-2010.
- «Impossible Happiness: An Elegy for Peter Orlovsky (Featuring never-before-seen photos)». Lion's Roar. Shambhala Sun Foundation, 01-06-2010. Arxivat de l'original el 2015-06-08 [Consulta: 11 agost 2018].
- «Placebos Are Getting More Effective. Drugmakers Are Desperate to Know Why». Wired, 17, 9, 8-2009.
- «Happily Ever After». Lion's Roar. Shambhala Sun Foundation, 5-2009, pàg. 23–24. Arxivat de l'original el 2015-03-30 [Consulta: 11 agost 2018].
- «The Only Choice is Kindness». Lion's Roar. Shambhala Sun Foundation, 01-01-2008.
- «The Fully Immersive Mind of Oliver Sacks». Wired, 10, 4, 4-2002.
- «The Geek Syndrome». Wired, 9, 12, 12-2001.
- «Ginsberg’s Last Soup». The New Yorker, 19-03-2001.

### Revistes
- «Kerouac and Ginsberg Letters; A Beat History». San Francisco Chronicle, 18-07-2010.

### Entrevistes
- Billings, Lee (2012-10-02). «Five Billion Years of Solitude: Lee Billings on the Science of Reaching the Stars». NeuroTribes (blog) (Public Library of Science).
- Ne'eman, Ari (2010-09-06). «Exclusive: First Autistic Presidential Appointee Speaks Out». Wired.
- Sacks, Oliver (2010-09-01). «Oliver Sacks on Vision, His Next Book, and Surviving Cancer». NeuroTribes (blog) (Public Library of Science).
- Mukpo, Diana (2006-11-01). «Married to the Guru». Lion's Roar (Shambhala Sun Foundation).
- Ginsberg, Allen (1996-12-16). «An Interview with Allen Ginsberg». HotWired.
- Ginsberg, Allen (Sep 1987). «No More Bagels: An Interview with Allen Ginsberg». Whole Earth Review.

### Aparició en pel·lícules
- 2017 Grateful Dead, documental Long Strange Trip[29]